# Gaszerbrum IV
Gaszerbrum IV – siedmiotysięcznik na granicy Chin i Pakistanu w masywie Gaszerbrumów w paśmie Karakorum. Osiemnasty szczyt Ziemi i szósty Pakistanu pod względem wysokości n.p.m. Jest uważany za jeden z najtrudniejszych szczytów do zdobycia w Karakorum. Dlatego też jest to jeden z najrzadziej zdobywanych szczytów.
Pierwszego wejścia dokonali Walter Bonatti i Carlo Mauri 6 sierpnia 1958 r.
Zachodnia ściana, licząca około 2500 m wysokości, jest uznawana za jedną z najtrudniejszych ścian wspinaczkowych na Ziemi. Ze względu na odbijające się od niej promienie słońca zwana jest „Świetlistą Ścianą”. Została ona po raz pierwszy zdobyta przez Wojciecha Kurtykę i Roberta Schauera w dniach 13–20 lipca 1985 roku, z czego przez 2 dni byli uwięzieni na skalnej półce z powodu bardzo złej pogody. Zdobywcy wyszli na grań szczytową w znacznej odległości od głównego wierzchołka i ze względu na załamanie pogody oraz ogólne wyczerpanie wspinaczką nie podjęli próby wejścia na niego. Magazyn „Climbing” uznał zdobycie ściany za największe osiągnięcie himalaizmu w XX wieku.